# Nebethet

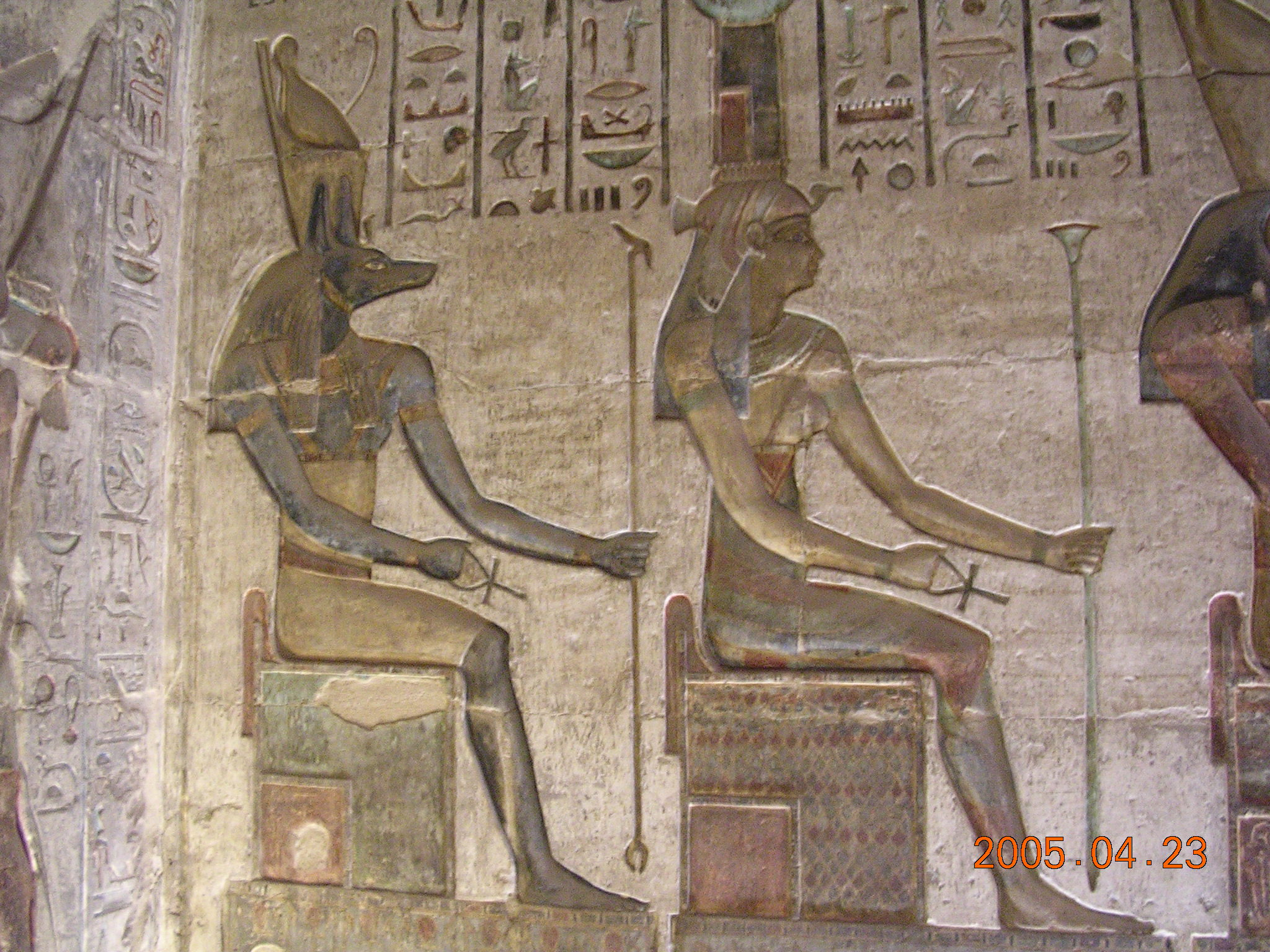
Anubisz és Nepthüsz a Deir-el-Medinei kápolna szentélyében

Nebethet (Nebthet) vagy Nebet-Hut (ógörög Νέφθυς, Nephtüsz, nevének jelentése: A Ház Úrnője) ( angolul nephthys, magyarra fordítva továbbá Neftisz) az ókori egyiptomi vallásban Nut és Geb negyedik gyermeke (Ízisz, Ozirisz, és Széth húga és felesége), Ré dédunokája.
A héliopoliszi Enneád tagja (Ré, Su, Tefnut, Geb, Nut, Ozirisz, Széth, Ízisz és Nebthet). Ábrázolásain állandó attribútumát hordozza a fején, amely két hieroglif jelből áll, az uralom jelentésű félkör és az épület alaprajzot sematizáló ház írásjelét.
A piramisszövegekben szerepel, mint „Hórusz trónja”, „Ozirisz megőrzője”. Általában Ízisszel együtt ábrázolják, amint vigyáznak a halott Oziriszre. Fején a nevét ábrázoló hieroglifát viseli mint koronát. A halottkultuszban Hórusz egyik fiával, Hápival együtt jelenik meg a tüdőt tartalmazó kanópuszedény védnökeként.